# Асендорф (Дипхолц)
Асендорф (њем. Asendorf) општина је у њемачкој савезној држави Доња Саксонија. Једно је од 47 општинских средишта округа Дипхолц. Према процјени из 2010. у општини је живјело 3.036 становника. Посједује регионалну шифру (AGS) 3251002.

## Географски и демографски подаци
Асендорф се налази у савезној држави Доња Саксонија у округу Дипхолц. Општина се налази на надморској висини од 49 метара. Површина општине износи 58,2 km². У самом мјесту је, према процјени из 2010. године, живјело 3.036 становника. Просјечна густина становништва износи 52 становника/km².

## Међународна сарадња
| Мјесто | Држава | Врста сарадње | Од    |
| ------ | ------ | ------------- | ----- |
|        | Пољска | партнерство   | 1993. |
| Извор  |        |               |       |